# Babieniszki
Babieniszki (biał. Бабінішкі, Babiniszki; ros. Бабинишки, Babiniszki) – chutor na Białorusi, w obwodzie grodzieńskim, w rejonie ostrowieckim, w sielsowiecie Ryteń.

## Historia
W czasach zaborów dwa zaścianki w gminie Kiemieliszki, w powiecie święciańskim, w guberni wileńskiej Imperium Rosyjskiego. W 1905 roku zaścianek Rossochackiego liczył 34 mieszkańców, 21 dziesięcin; drugi zaścianek liczył 12 mieszkańców, 27 dziesięcin.
W dwudziestoleciu międzywojennym zaścianek leżący w Polsce, w województwie wileńskim, w powiecie święciańskim, w gminie Kiemieliszki.
W 1931 w 4 domach zamieszkiwało 17 osób.
Po II wojnie światowej w granicach Związku Sowieckiego. Od 1991 w niepodległej Białorusi.